# Гольбах, Поль-Анри
Поль-Анри Тири Гольба́х, барон д’Ольба́х (фр. Paul-Henri Thiry, baron d’Holbach, немецкое имя Пауль Генрих Дитрих фон Го́льбах, нем. Paul Heinrich Dietrich Baron von Holbach; 8 декабря 1723, Эдесхайм — 21 января 1789, Париж) — французский философ, писатель, энциклопедист, просветитель, иностранный почётный член Петербургской Академии наук.

## Биография

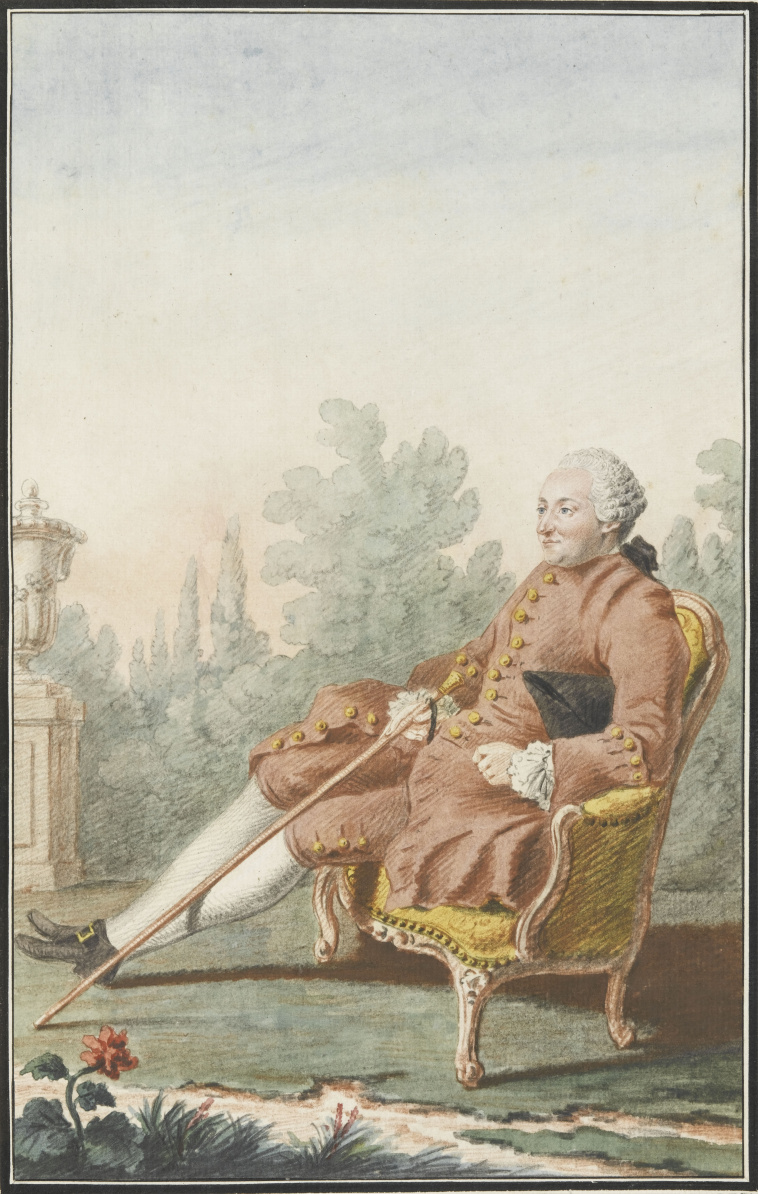
Барон Гольбах, 1766

Поль-Анри Тири Гольбах родился в городе Эдесхайм в Пфальце вблизи границы с Францией (которой принадлежал в то время Ландау) в семье мелкого торговца. Унаследовав от дяди баронский титул и крупное состояние, Гольбах обосновался в Париже и посвятил свою жизнь философии и науке. Его дом стал одним из виднейших во Франции салонов, который регулярно посещался просветительски настроенными философами и учёными. Салон Гольбаха также был основным местом встречи энциклопедистов. Его посещали Дидро, Д'Аламбер, Бюффон, Гельвеций, Руссо и др. Гостями Гольбаха также бывали английские учёные и философы Адам Смит, Дэвид Юм, Эдуард Гиббон и др.
Гольбах внес значительный вклад в Энциклопедию. Гольбах был деятельным сотрудником «Энциклопедии» Д. Дидро и Ж. Д' Аламбера. Его перу принадлежат многие статьи по вопросам политики, религии, естествознанию, общественной морали и др.
Гольбах широко известен как автор многочисленных атеистических произведений, в которых, часто с иронией, критиковал как религию вообще, так и имеющих к ней отношение людей. Эти книги, прежде всего, были направлены против христианства, в частности, против Римско-католической церкви. Первым антирелигиозным сочинением Гольбаха стало «Разоблачённое христианство» (1761), за ним последовали «Карманное богословие» (1766), «Священная зараза» (1768), «Письма к Евгении» (1768), «Галерея святых» (1770), «Здравый смысл» (1772) и др.
Основное и наиболее известное сочинение Гольбаха «Система природы, или О законах мира физического и мира духовного» вышло в свет в 1770 году. Книга представляет собой наиболее всестороннее обоснование материализма и атеизма той эпохи. Современники называли её «Библией материализма».
«Система природы» была осуждена парижским парламентом и приговорена к сожжению вместе с атеистическими произведениями Гольбаха, а Римско-католическая церковь включила их в «Индекс запрещённых книг». Но сам автор не подвергся преследованиям, так как авторство книг не было установлено. Сочинения Гольбаха издавались за пределами Франции под вымышленными именами и с указанием ложного места издания. Тщательно сохраняя анонимность, Гольбах сумел избежать преследований.
Кроме произведений собственного сочинения, Гольбах издавал переведённые им на французский язык сочинения философов Лукреция, Томаса Гоббса, Джона Толанда, Энтони Коллинза, а также труды немецких и шведских учёных.
Он был либеральным, почти утопическим монархистом.

### Членство в Петербургской академии наук
11 сентября 1780 г. Поль Гольбах был единогласно избран почетным иностранным членом Петербургской академии (membre externe).:489:163:189
В протоколе заседания п. 3 гласит: «Его превосходительство господин директор перешел к выбору новых иностранных членов, и выбор пал по соизволению конференции на следующих: г-н Поль Тири Гольбах, барон Гесс, сеньор Ленд, Вальбер, Остерик и т. д., член прусской королевской академии наук и литературы, из Парижа»:164.
К моменту избрания Гольбах являлся иностранным членом Берлинской академии (с 18 июля 1752), Мангеймской (c 1766).
О состоявшемся избрании Академия известила Гольбаха лишь в мае 1782 г.
Следующий официальный документ, относящийся к русскому академическому званию Гольбаха, датируется июлем 1782 г. Протокол заседания конференции академии 1 июля (с. с. и 14 июля н. с) 1782 г. гласит: «Секретарь представил и прочел благодарственное письмо г-на барона Гольбаха, датированное в Париже 15 июня. Этот иностранный академик, который получил извещение о принятии его в академию лишь спустя 20 месяцев, извиняется в том, что он медлил столь долго с благодарностью за оказанную честь».:166
Последняя запись о Гольбахе в протоколах академии относится к 1789 г.:167 Пункт 3 протокола от 30 марта 1789 г. гласит: "он (секретарь) прочел датированное 10 февраля письмо капитана шенбергского драгунского полка в Париже, г. барона Гольбаха, который извещает о смерти отца Поля Тири Гольбаха, барона Гесс, сеньора Ленд, Вальбер, Остерик и др., члена прусской королевской академии наук и литературы, принятого в число иностранных членов 19 сентября 1780 г. и умершего в Париже 10/22 января 1789 г.:177
Таким образом, Поль Гольбах пробыл членом русской академии наук 8 лет и 4 месяца.

### Цензура сочинений Гольбаха
Сочинения Гольбаха подвергались цензуре.
«Разоблачённое христианство» (Le Christianisme dévoilé, 1761) — во Франции книга запрещена и сожжена в 1768:27 и 1770:160-161 годах, в России — в 1771 году.
«Священная зараза» (La contagion sacrée, 1768) сожжена во Франции в 1770 году:160-161.
«Система природы» (Système de la Nature, 1770). Сочинение, которое власти некоторых стран считали одной из самых страшных книг и называли «библией (либо евангелием) материализма». 18 августа 1770 года книга запрещена и сожжена во Франции:160-161:688. Неоднократно запрещалась в России — в 1820:140, 1828:17, 1841:140 годах по причине «резкого материализма, знаменующего эту философию, отрицающего бытие божие и разрушающего основные начала веры, политики и нравственности»:469. В 1855 году Комитет иностранной цензуры Российской Империи опубликовал список запрещаемых для опубликования книг, в котором были отмечены книги Гольбаха. В 1898 году, опасаясь «адского» действия «Системы природы», разрушавшей, по словам духовных цензоров, основные начала религии, духовные власти настояли на её уничтожении:140:152-153.
«Здравый смысл» (Le bon sens, 1772). Книга запрещена во Франции 10 января 1774 года:27:566. В XIX веке по приговорам различных судебных инстанций была уничтожена четыре раза за оскорбление общественной и «религиозной морали» — в 1824, 1835, 1837 и 1838 годах:448.
Резкую оценку получили и «Обеденные беседы Гольбаха». Запретив книгу в 1830 году, российская духовная цензура отметила её «богохульство», «нечестие», наличие мест, «противных христианской нравственности, правительству и религии»:140-141.
Сочинения Гольбаха включались в Индекс запрещённых книг. В последнем издании 1948 года (Index librorum prohibitorum. Ss.mi D.N.Pii PP. XII iussu editus. Anno MDCCCCXLVIII. Typis polyglottis Vaticanis) значились:417-418:
- Разоблачённое христианство, или Рассмотрение начал христианской религии и её последствий. Декр. 26 янв. 1823 г.[26][27]:75
- Священная зараза, или Естественная история суеверий, пер. с англ. Декр. 17 дек. 1821 г.[28][27]:92
- Критическая история Иисуса Христа, или Анализ евангелий с точки зрения разума. Декр. 16 февр. 1778 г.: св. канц. 8 авг. 1782 г.[27]:176[29]
- Солдат-философ, или Спорные моменты в религии, предложенные на рассмотрение отцу Мальбраншу. Декр. 29 нояб. 1771 г.[27]:256, 277[30]
- Всемирная мораль, или Обязанности человека, основанные на природе. Декр. 4 июля 1837 г.[27]:261[31]
- Здравый смысл, или Естественные идеи, противопоставленные идеям сверхъестественным. Декр. 18 авг. 1775 г.[27]:45[32]

- Социальная система, или Естественные основы морали и политики с исследованием влияния, оказываемого правительством на нравы Декр. 18 авг. 1775 г.[27]:376[34]
- Система природы, или Законы мира физического и нравственного. Декр. св. канц. 9 нояб. 1770 г.[27]:376[35].

## В кинематографе
«Распутник» («le Libertin», 2000, Франция). В роли барона Гольдбаха — Франсуа Лаланд.

## Сочинения
- Гольбах П. А. Избранные антирелигиозные произведения / Сост. А. Б. Ранович, М. С. Смелянов; пер. Н. Руммера; ред. Невский В. И. ЦС СВБ СССР. — М.: ОГИЗ, ГАИЗ, 1934. — XXXV, 660 с.: ил. — Т. 1.
- Поль Анри Гольбах. Избранные произведения в двух томах. Том 1. — М., 1963, 715 с (Философское наследие, Т. 2)
- Поль Анри Гольбах. Избранные произведения в двух томах. Том 2. — М, 1963, 563 с (Философское наследие, Т. 3)
- «Разоблачённое христианство, или Рассмотрение начал христианской религии и её последствий» — архивный файл (Boulanger N.A. Le Christianisme dévoilé, ou Examen des principes et des effets de la religion chrétienne. — Londres, 1756 [Nancy. 1761])
  - Разоблачённое христианство. / Пред. Деборина А. М. — М.: Изд-во Материалист, 1924.
  - Разоблачённое христианство. (Речь королевского адвоката — напечатана в прил.). — М., 1926.
  - Священная зараза. Разоблачённое христианство. / Под ред. и с предисл. И. К. Луппола — Институт философии Комакадемии и ЦС СВБ СССР. — М.: ГАИЗ, 1936. — 343 с.
  - О политических последствиях христианской религии. — Фрагмент из работы «Разоблаченное христианство или рассмотрение начал христианской религии и её последствий» (публ. по изданию П. Гольбах. Священная зараза. Разоблачённое христианство. — М., 1936, С. 312—321). // Чёрный туман. Выдающиеся мыслители, учёные, писатели, общественные деятели о реакционной сущности религии и церкви. / Сост.: Е. Д. Вишневская, Т. Б. Вьюкова. Комм. к. ф. н. И. А. Галицкая. — М., Политиздат, 1976. — С. 144—152.
- «Карманное богословие» (1766), архивный файл(M. l’Abbé Bernier. Théologie portative, ou Dictionnaire abrégé de la religion chrétienne. — Londres,1768.)
  - Карманный богословский словарь: пер. с фр. / Под ред., с предисл. Луппола И. К. — М.: Изд-во «Материалист», 1925. — 173, [2] с.
  - Карманный богословский словарь. / Предисл. Луппола И. К. Рис. Моора Д. С. — ЦС СВБ СССР. — М.: Акц. Изд. О-во «Безбожник», 1930 — 94 с.: ил.
  - Карманное богословие. // Гольбах, П. А. Д. Избранные антирелигиозные произведения. / Ред. Невский В. И. Пер. Руммера Н. Сост. Ранович А. Б., Смелянов М. С. — ЦС СВБ СССР. — М.: ОГИЗ, ГАИЗ, 1934. — XXXV, 660 с.: ил. — Т. 1. — С. 521—616.
  - Карманное богословие. / Пер. О. Румера Пред. Богданова Б. Оформл. Смелянова М. С. Рис. Моора Д. С. — Ин-т философии АН СССР. — М.: ОГИЗ, ГАИЗ, 1937.- 272 с.: ил. — 30000 экз.
  - Карманное богословие. / Пер. О. Румера Предисл. Богданова Б. «Замечательный образец боевой атеистич. лит. XVIII в.», С. 3-10. Ил. Моор Д. Е. — М.: Воениздат, 1940.
  - Карманное богословие. Пер. с фр. — М.: ГИХЛ, 1959. — 208 с.
  - Карманное богословие или краткий словарь христианской религии, написанный аббатом Бернье лиценциатом богословия. / Худ. Соколов А. М. — М. Политиздат, 1959. — 208 с. с илл.
  - Карманное богословие или словарь христианской религии, написанный аббатом Бернье лиценциатом богословия. / Худ. Соколов А. — М.: Политиздат, 1961. — 202 с., илл.
  - Карманное богословие. — Ереван: Айастан, 1982.
- «Священная зараза, или Естественная история суеверия» (1768)- архивный файл (John Trenchard. La contagion sacrée, ou, Histoire naturelle de la superstition. Ouvrage traduit de l’Anglois. — Londres [Amsterdam], 1768).
  - Священная зараза. Разоблачённое христианство / Под ред. и с пред. И. К. Луппола — Ин-т философии Комакад. и ЦС СВБ СССР. — М.: ГАИЗ, 1936.- XIV, 343 с. — 10200 экз.
- «Письма к Евгении, или Предупреждение против предрассудков» (1768), архивный файл (Lettres à Eugénie, ou Préservatif contre les préjugés. Londres [Amsterdam], 1768., v 1-2.
  - Письма к Евгении; Здравый смысл / Ред., статья и примеч. Ю. Я. Когана. Ин-т истории АН СССР. — М.: Издательство АН СССР, 1956. Серия: «Науч.-атеистич. б-ка».
- «Система природы, или О законах мира физического и мира духовного» — архивный файл (1770) (отрывок) (Système de la Nature, ou des Loix du Monde Physique et du Monde Moral, par M. Mirabaud [Jean-Baptiste de Mirabaud], secrétaire perpétuel et l’un des Quarante de 'Académie Française. — Londres [Amsterdam], MDCCLXX. — 2 vol.).
  - Система природы (пер. I—VI, VII1, XI, сокр. XIII гл. ч.1). // Хрестоматия по французскому материализму XVIII в. — М., 1923. — Вып. I и II.
  - Система природы (пер. VI—IX гл. ч.1). // Под знаменем марксизма. — 1923 г. — № 11. — С. 80—132.
  - Система природы. Или о законах мира физического и мира духовного. / Под ред. А. Деборина, Д. Рязанова Пер. Юшкевича П. Библ. И. К. Луппол. Вступ. ст. А. Деборина — Институт К.Маркса и Ф.Энгельса. — М.: Госиздат, 1924. — 616 с. Серия: «Библиотека материализма»
  - Система природы, или о законах мира физического и мира духовного. / Предисл. изд. и послесл. Попова П. С. Пер. Юшкевича П. — М.: ОГИЗ, Соцэкгиз, 1940. — 455 с.
  - Система природы, или О законах мира физического и мира духовного. // Гольбах П. А. Избранные произведения: В 2 т.: Пер. с фр. / Под общ. ред. и со вступ. статьёй Х. Н. Момджяна. Пер. с фр. Я. С. Юшкевича. Институт философии АН СССР. — — М.: Соцэкгиз, 1963. — Т.I. — С. 51-684. Серия: «Б-ка Философское наследие».
- «Галерея святых, или Исследование образа мыслей, поведения, правил и заслуг тех лиц, которых христианство предлагает в качестве образцов» (1770) (Tableau des saints, ou Examen de l’esprit, de la conduite, des maximes et du merite des personnages que le christianisme revere et propose pour modeles. Londres [Amsterdam, M.M. Rey],1770. 2 vol).
  - Галерея святых. // Гольбах, П. А. Д. Избранные антирелигиозные произведения / Сост. А. Б. Ранович, Смелянов М. С. Ред. В. И. Невский. ЦС СВБ СССР. — М.: ОГИЗ, ГАИЗ, 1934. — XXXV, 660 с.: ил.; 20 см. — Т. 1. — С. 201—516.
  - Галерея святых (или исследование образа мыслей, поведения, правил и заслуг тех лиц, которых христианство предлагает в качестве образцов). / Пер. А. Б. Рановича Предисл.: Богданова Б. — Ин-т философии АН СССР. — М.: ОГИЗ, ГАИЗ, 1937. — 313, [3] с.; 20 см. — 20200 экз.
  - Галерея святых (или исследование образа мыслей, поведения, правил и заслуг тех лиц, которых христианство предлагает в качестве образцов). Пер. с франц. / Предисл. Богданова Б. — Минск: ГИЗБел, 1939.
  - Галерея святых (или Исследование образа мыслей, поведения, правил и заслуг тех лиц, которых христианство прилагает в качестве образцов). — М: Госполитиздат, 1962.
  - Галерея святых, или Исследование образа мыслей, поведения, правил и заслуг тех лиц, которых христианство предлагает в качестве образцов. / Примеч. Ф. И. Гаркавенко — Ереван: Айастан, 1986.
  - Галерея святых (или Исследование образа мыслей, поведения, правил и заслуг тех лиц, которых христианство предлагает в качестве образцов. / Примеч. Ф. И. Гаркавенко — К.: Политиздат Украины, 1987. — 335с.
  - Галерея святых (или Исследование образа мыслей, поведения, правил и заслуг тех лиц, которых христианство предлагает в качестве образцов). / А. Б. Ранович. — М.: Политиздат, 1987.
- «Здравый смысл, или Идеи естественные, противопоставленные идеям сверхъестественным» (1772), архивный файл (недоступная ссылка)  (недоступная ссылка с 19-05-2013 [4448 дней] — история) (Le bon sens, ou Les idees naturelles, opposees aux idees surnaturelles. — Londres, 1772)
  - Религия и здравый смысл. — Сокр. пер. — М.: Изд-во Атеист, 1923.
  - Здравый смысл. Естественные идеи, противопоставленные идеям сверхъестественным. Атеистический памфлет XVIII века. — М.: Изд-во Материалист,1924. — 336 с.
  - Перед судом здравого смысла [«Здравый смысл]. // Антирелигиозная хрестоматия. Пособие для пропагандистов, преподавателей и учащихся. — Изд. 4-е, доп. / Гурев Г. А. ЦС СВБ Союза ССР. — М.: Акц. издательское о-во „Безбожник“, 1930. — С. 278—303.
  - Здравый смысл. // Гольбах, П. А. Д. Избранные антирелигиозные произведения / Сост. Ранович А. Б., Смелянов М. С. Пер. Н. Руммера, М. Смелянова. Ред. Невский В. И. ЦС СВБ СССР. — М.: ОГИЗ, ГАИЗ, 1934. — Т. 1. — XXXV, 660 с.: ил. С. 7-196.
  - Здравый смысл: Естественные идеи, противопоставляемые идеям сверхъестественным. / Пер. Э. Гуревич, А. Гутерман. — М.-Л.: Воениздат, 1941. — 212 с. Серия: „Антирелигиозная библиотека“
  - Письма к Евгении; Здравый смысл / Ред., статья и примеч Когана Ю. Я. Институт истории АН СССР. — М.: Изд-во АН СССР, 1956. Серия: „Науч.-атеистич. б-ка“.
- Социальная система или естественные принципы морали и политики. С исследованием о влиянии правления на нравы. Автора „Системы природы“ (La Système social ou principes naturels de la morale et de la politique. Avec un examen de l’influence du gouvernement sur les mœurs. Par l’Auteur du Système de la Nature». — Londres, 1773, 3 vol.).
  - Социальная система (Пер. с фр. Кочаряна М. Т., Мавлютова Р. Р. по изд. 1773, р. 113—126. — т. II гл. VI, XI, т. III гл. VIII). // Кочарян М. Т. Поль Гольбах. Серия: «Мыслители прошлого». — М.: Мысль, 1978. — С. 161—181.
- Естественная политика, или беседы об истинных принципах управления (La Politique naturelle, ou Discours sur les vrais principes du Gouvernement. Londres, 1773. 2 vol.)
  - Естественная политика, или беседы об истинных принципах управления. // Гольбах П. А. Избранные произведения: В 2 т.: Пер. с фр. / Под общ. ред. и со вступ. статьёй, Х. Н. Момджяна. Пер. Т. С. Батищевой и В. О. Полонского Институт философии АН СССР. — — М.: Соцэкгиз, 1963. — Т.II. — С. 85-534. Б-ка Философское наследие.
- Основа всеобщей морали, или катехизис природы (Éléments de la morale universelle, ou catéchisme de la nature, Paris, 1790).
  - Основа всеобщей морали, или катехизис природы. // Гольбах П. А. Избранные произведения: В 2 т.: Пер. с фр. Под общ. ред. Момджяна Х. Н. Пер. Т. С. Батищевой / Институт философии АН СССР. — М.: Соцэкгиз, 1963. — Т.II. — С. 7-82. Серия: Б-ка Философское наследие.